# Cochranella euknemos
Espèce
Synonymes
- Centrolenella euknemos Savage & Starrett, 1967

Statut de conservation UICN

 LC  : Préoccupation mineure
Cochranella euknemos est une espèce d'amphibiens de la famille des Centrolenidae.

## Répartition
Cette espèce se rencontre de 90 à 1 500 m d'altitude au Costa Rica, au Panamá et en Colombie dans les départements de Chocó, de Risaralda et d'Antioquia.

## Description
Les mâles mesurent de 21 à 25 mm et les femelles de 25 à 32 mm.

## Publication originale
- Savage & Starrett, 1967 : A new fringe-limbed tree-frog (family Centrolenidae) from lower Central America. Copeia, vol. 1967, no 3, p. 604-609.